# Brague
Pour les articles homonymes, voir Brague (homonymie).
La Brague est un fleuve côtier français du département des Alpes-Maritimes, dans la région Provence-Alpes-Côte d'Azur, et se jetant dans la mer Méditerranée.

## Géographie

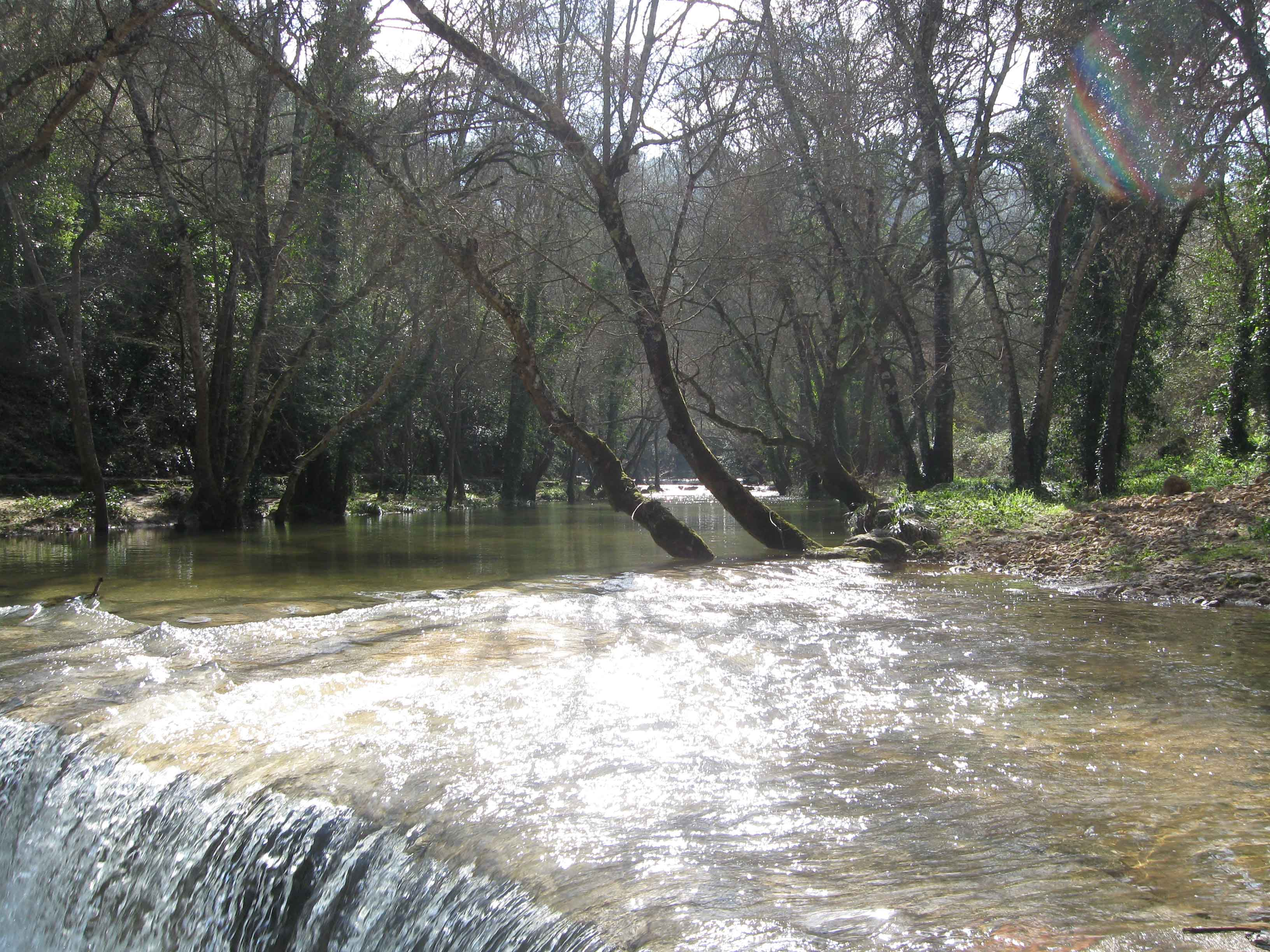
La Brague

La longueur de son cours d'eau est de 21 km. La Brague prend sa source à Châteauneuf, près du lieu-dit la Fouan, à 340 m d'altitude. Son embouchure se situe sur la commune d'Antibes (près de la gare SNCF de Biot). Un sentier de neuf kilomètres suit la rivière entre Biot et Valbonne. Le parc départemental de la Brague couvre une partie de la vallée.

### Communes et cantons traversés
Dans le seul département des Alpes-maritimes la Brague traverse, de l'amont vers l'aval, les communes de Châteauneuf-Grasse (source), Opio, Valbonne, Biot et Antibes (embouchure).
En termes de cantons, la Brague prend source dans le canton de Valbonne, et a son embouchure dans le canton d'Antibes-3, le tout dans l'arrondissement de Grasse.

### Bassin versant
La Brague traverse une seule zone hydrographique Côtiers de la Grande Frayère au Loup (Y560) de 124 km2 de superficie. Le bassin versant est constitué à 67,64 % de territoires artificialisés, 26,24 % de forêts et milieux semi-naturels, à 5,91 % de territoires agricoles.

### Organisme gestionnaire
L'organisme gestionnaire est le SIEQUABA ou Syndicat Intercommunal de l'Amélioration de la Qualité des Eaux de la Brague et de ses Affluents,.

## Affluents
La Brague a quatre affluents référencés :
- la Bouillide (rd[note 1]), 6,5 km sur les trois communes de Mougins (source), Valbonne, et  Biot (confluence).
- le vallon des Combes (rg), 4,6 km sur les deux communes de Biot et Villeneuve-Loubet (source).
- la Valmasque (rd), 8,3 km sur cinq communes[4] avec un affluent :
  - le Fugueiret (rg), 3,1 km sur trois communes.
- le vallon des Horts (rg), 4,1 km sur les deux communes de Biot (source), et Antibes (confluence).

### Rang de Strahler
Le rang de Strahler de la Brague est donc de trois.

## Hydrologie
Son régime hydrologique est dit pluvial méridional. 

### Crues

#### Inondations d'octobre 2015 dans les Alpes-Maritimes

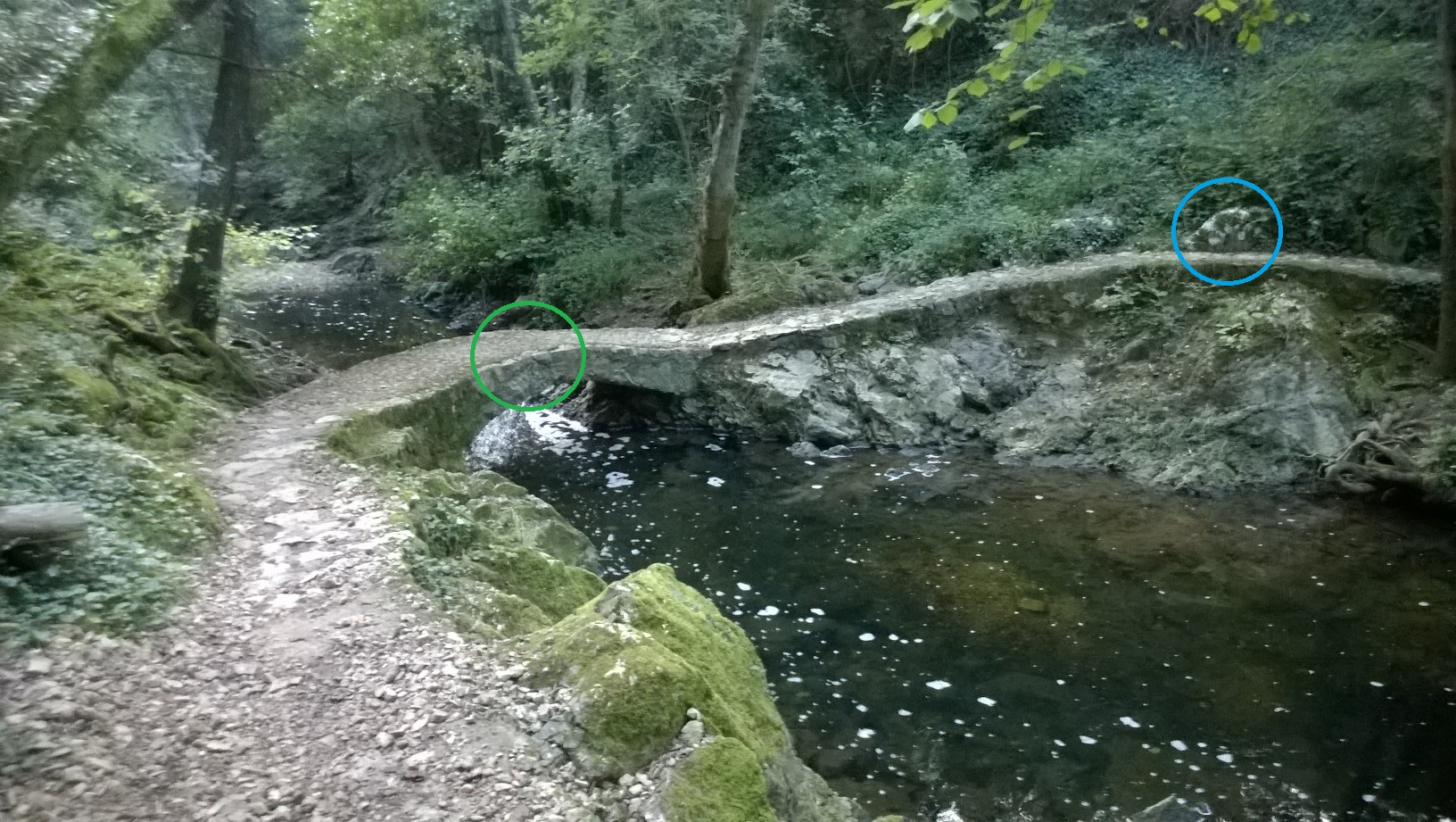
Petit pont à la confluence de la Brague et de la Bouillide, Juillet 2014. Les cercles vert et bleu se retrouvent sur la photo après la crue de 2015.

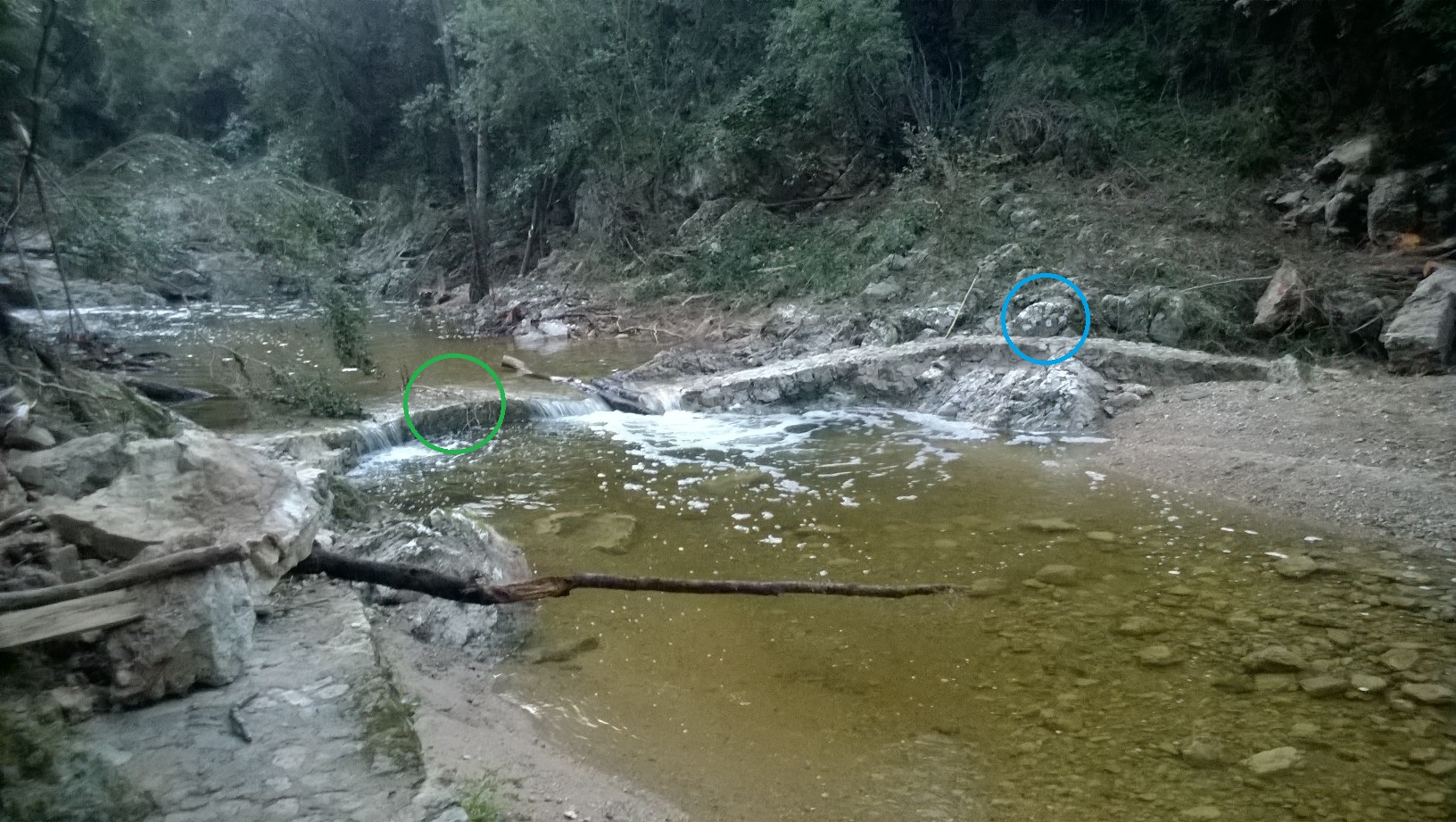
Petit pont à la confluence de la Brague et de la Bouillide, Octobre 2015, après la crue. Les cercles vert et bleu se retrouvent sur la photo de Juillet 2014.

Un violent orage fait sortir la Brague de son lit et déferle sur Biot, causant la mort de quatre personnes. Le maire de Biot explique « Depuis 2007, un bassin de rétention a été construit pour éviter les inondations, et il n’y en avait plus, les riverains étaient rassurés, ils étaient satisfaits. Ici, nous avons trois vallons qui posent des soucis, ainsi qu’une rivière, la Valmasque. Simplement, ce bassin de rétention a été dimensionné pour une crue centennale, et celle-ci a été encore plus forte. » Jean Leonetti, maire d’Antibes explique : « Pour la Brague à 1 m, on s’est mis en vigilance, parce que à 1,60 m, on donne l’ordre d’évacuation. Mais hier soir, il est tombé à Antibes 175 mm d’eau en l’espace d’une heure. Le niveau de la Brague est passé de 1 à 2 m en l’espace d’une demi-heure, nous avons bien donné l’alerte par SMS, mais le délai était trop court pour évacuer le camping. »